# Asarualimnunna
Asarualimnunna ist eine sumerische Gottheit.
Asarualimnunna ist der, der die Kraft in die Rüstung bringt. Er versteht sich auf militärische Dinge. Somit kann man Asarualimnunna unter die Kriegsgötter einordnen.
In späterer, babylonischer Zeit wurde der Name und die Funktion des Asarualimnunna von Marduk assimiliert. Von da an war Asarualimnunna einer der 50 Namen des Marduk.